# Toddaliopsis
Toddaliopsis es un género con cuatro especies de plantas de flores perteneciente a la familia Rutaceae. 

## Especies seleccionadas
- Toddaliopsis bremekampii
- Toddaliopsis ebolowensis
- Toddaliopsis heterophylla
- Toddaliopsis sansibarensis

- Datos: Q9088010
- Multimedia: Toddaliopsis / Q9088010